# Kelumpang Utara
Kelumpang Utara (indonez. Kecamatan Kelumpang Utara) – kecamatan w kabupatenie Kotabaru w prowincji Borneo Południowe w Indonezji.
Kecamatan ten graniczy od północy z kecamatanami Pamukan Selatan i Sampanahan, od zachodu z kecamatanem Kelumpang Tengah, a od wschodu i południa leży nad wodami Cieśniny Makasarskiej.
W 2010 roku kecamatan ten zamieszkiwały 5 299 osoby, z których 100% stanowiła ludność wiejska. Mężczyzn było 2 726, a kobiet 2 573. 5 296 osób wyznawało islam.
Znajdują się tutaj miejscowości: Mangga, Pudi, Pudi Seberang, Sungai Hanyar, Sungai Seluang, Sulangkit, Wilas.